# Північний оптичний телескоп
Північний оптичний телескоп (англ. Nordic Optical Telescope, NOT) — астрономічний телескоп, розташований в обсерваторії Роке-де-лос-Мучачос на острові Ла-Пальма на Канарських островах. Телескоп побачив перше світло 1988 року й офіційно відкритий у вересні 1989 року. Регулярні спостереження почалися в 1990 році. Він фінансується Данією, Швецією, Норвегією, Фінляндією та (з 1997 року) Ісландією. Доступ надається безпосередньо астрономам країн-спонсорів, а також представникам усіх національностей через міжнародні комітети з розподілу часу.

## Дзеркало
Головне дзеркало має діаметр 2,56 м. Оптичне формування виконано в оптичній лабораторії в Обсерваторії Туорла.
Хоча Північний оптичний телескоп був розроблений як пасивний телескоп із достатньо товстим дзеркалом, щоб зберігати форму навіть без активної петлі зворотного зв'язку, його дзеркало розробили для підвішування на пневматичній опорній системі. Розробники планували, що це та гнучкість дзеркала дозволять реалізувати так звану систему активної оптики, функцію, яка тоді розроблялася в ESO для Телескопа нових технологій. У 1992 році така система активної оптики була встановлена на Північний оптичний телескоп.

## Прилади

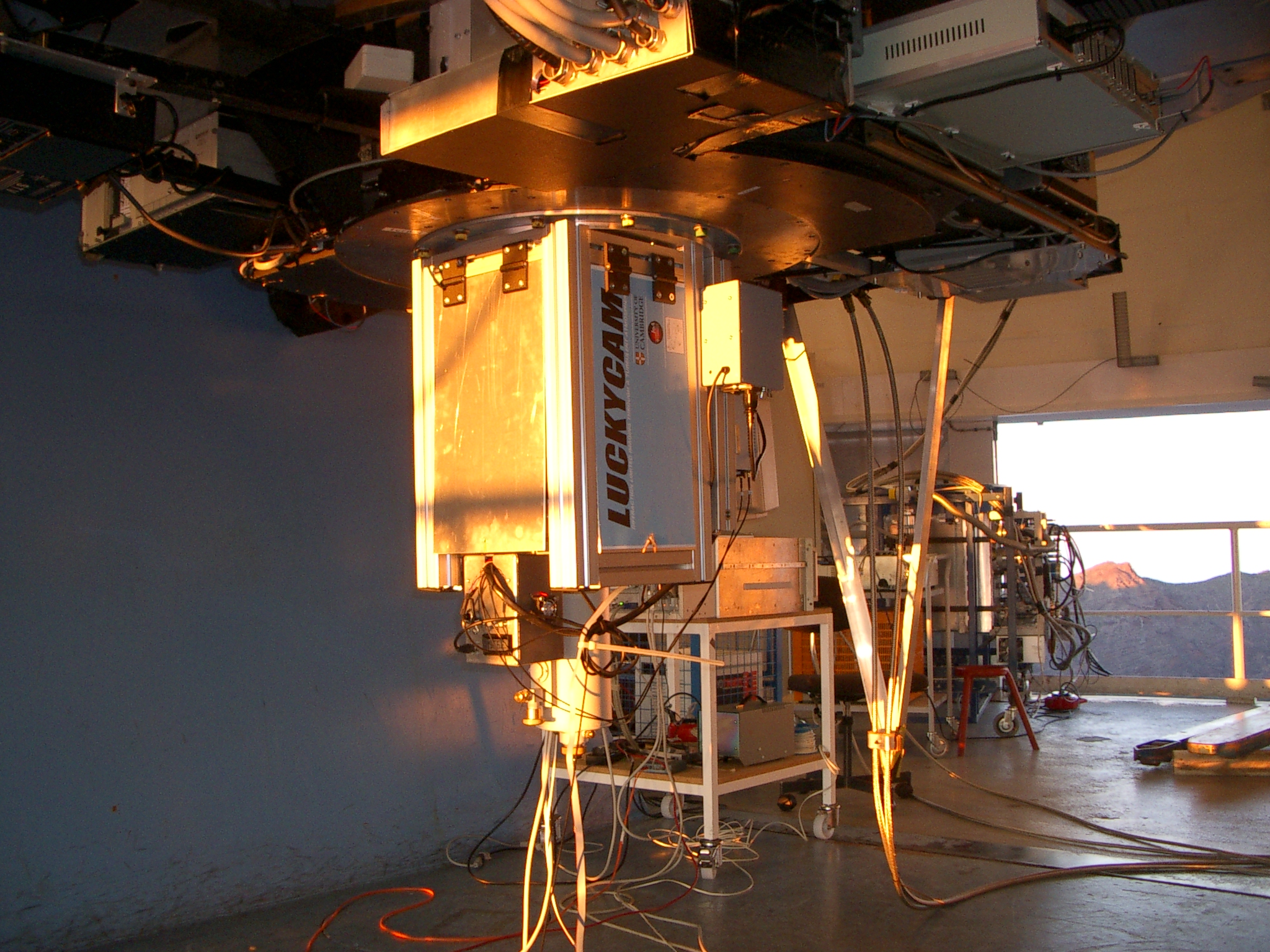
Внутрішня частина телескопа, що показує інструмент у фокусі Кассегрена.

Північний оптичний телескоп працює з трьома інструментами, які можна встановлювати (по одному) в Кассегренівському фокусі:
- ALFOSC: ПЗЗ-камера та спектрограф. Це універсальний інструмент, який використовується найчастіше. Він містить поляриметричний модуль, який дозволяє використовувати його для поляриметрії та спектрополяриметрії.
- NOTCam: камера ближнього інфрачервоного діапазону та спектрограф.
- MOSCA: мозаїчна камера з 4 ПЗС, особливо ефективна на синьому кінці спектра.

Є ще два інструменти, стаціонарно закріплені у складеній конфігурації Кассегрена. Висувні відкидні дзеркала дозволяють швидко переключитися з основного приладу на будь-який з них.
- FIES: перехресно-дисперсний ешелле-спектрограф високої роздільної здатності, ізольований від теплових та механічних збурень. Він став останнім доповненням до телескопа.
- StanCam: 1-мегапіксельна ПЗЗ-камера. Менш чутлива, ніж ALFOSC, і з меншим полем зору, вона працює як компаньйон для NOTCam (забезпечує оптичну фотометрію) або знімає запасні об'єкти спостережень, коли ні ALFOSC, ні MOSCA не встановлені.

### Тимчасові інструменти
Кілька інструментів встановлювалися на Північному оптичному телескопі тимчасово:
- TURPOL: фотополяриметр у системі кольорів UBVRI. TURPOL був встановлений на телескопі від самого початку, але більше не доступний як частина загального набору приладів.
- PolCor: комбіновані фотокамера, поляриметр і коронограф
- LuckyCam: ПЗЗ-камера з високою частотою кадрів і низьким рівнем шуму для використання методу вдалих експозицій[en]
- SOFIN: ПЗЗ-спектрограф високої роздільної здатності. Цей інструмент вперше був використаний у 1991 році, працював багато років і був остаточно виведений з експлуатації у 2014 році.

### Майбутнє
Станом на 2021 рік розробляється новий інструмент для Північного оптичного телескопа під робочою назвою NTE. Цей новий інструмент призначений для постійного встановлення у фокусі Кассегрена і має забезпечувати зображення та спектроскопію як у всьому оптичному, так і в ближньому інфрачервоному діапазоні.